# Magnet-посилання
URI-схема magnet — відкритий стандарт, який знаходиться в стадії робочої чернетки і визначає URI-схему т.з. magnet-посилань, призначених переважно для вказівки на ресурси, доступні для завантаження через пірингові мережі. Такі посилання в основному ідентифікують файли не за їх розташуванням чи назвою, а за вмістом — точніше, за його хеш-кодом.
Оскільки такі посилання дозволяють знайти файл на основі його вмісту і метаінформації, а не його фактичного розташування, їх можна вважати різновидом URN, а не більш загального URI. Хоча magnet-посилання можуть використовуватися в інших сферах, вони найбільш використовувані в пірингових мережах, оскільки в таких мережах посилання на якийсь ресурс не означає, що він повинен бути постійно доступний.
Стандарт був створений у 2002 році, частково як узагальнення, незалежне від конкретних виробників програмного забезпечення і проектів, URI-схем ed2k: и freenet:, що використовуються мережами eDonkey2000 і Freenet відповідно. Створення стандарту супроводжувалося спробою слідувати стандартам URI від IETF настільки, наскільки це було можливо.